# Usseira
Usseira ist eine Gemeinde (Freguesia) im portugiesischen Kreis Óbidos. In ihr leben 954 Einwohner (Stand 19. April 2021).